# アイレス写真機製作所

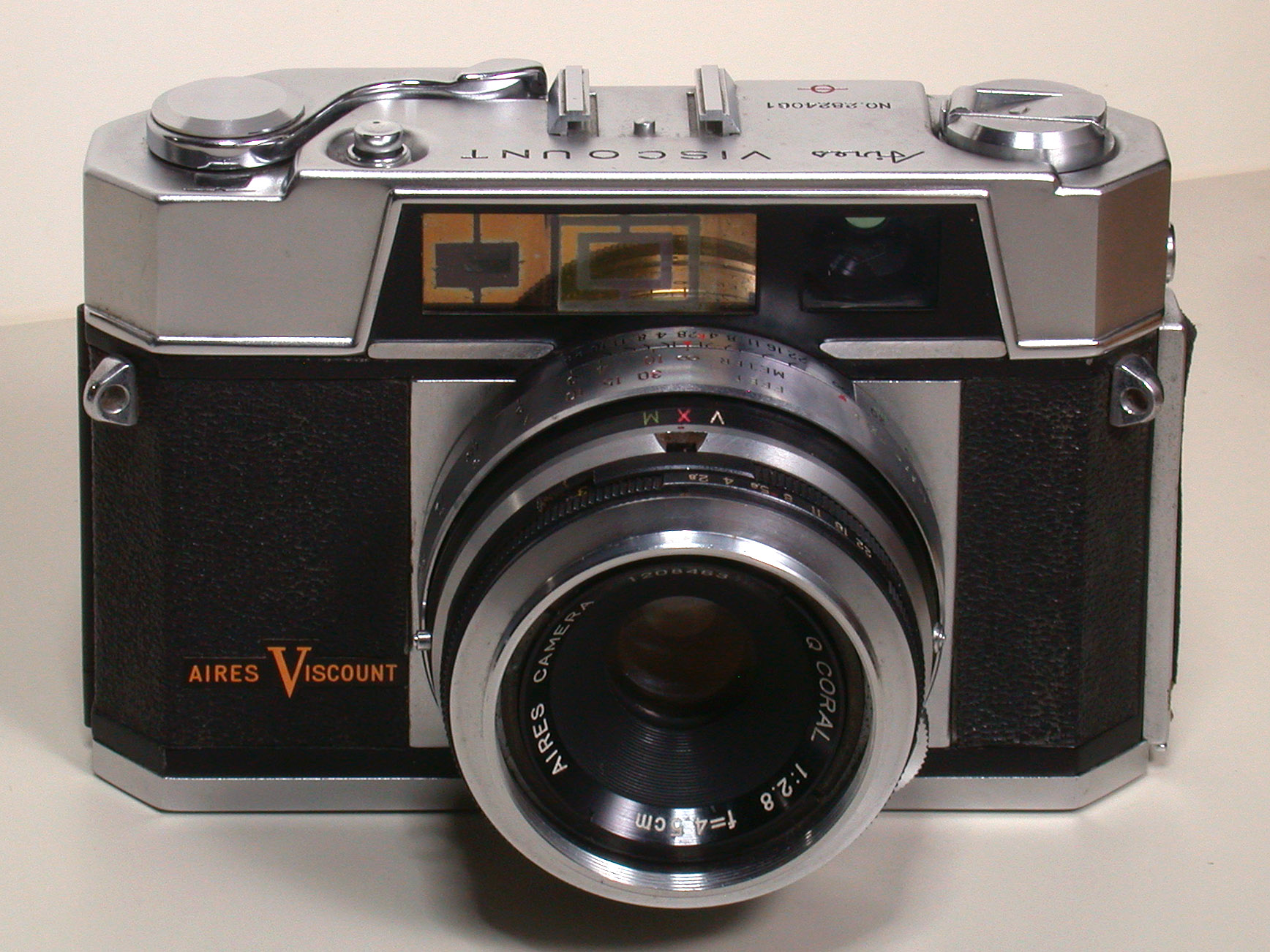
アイレスバイカウント

アイレス写真機製作所（アイレスしゃしんきせいさくしょ）は日本の東京都新宿区西大久保1-437にかつて存在したカメラメーカーである。

## 歴史

### 前史、ヤルー光学
前身は1949年に設立され東京都港区芝新桜田町（現西新橋）6番地にあったヤルー光学（Yallu Optical Co. Ltd ）である。
三橋剛は第二次世界大戦中陸軍造兵廠で兵技中尉として各種光学兵器の生産や修理の監督任務を担当し、戦後はその人脈から岡田光学製ワルタックスの販売等をしていた。ある時新橋のカメラ店で中古のコンタフレックスが10万円で販売されているのを見て、これと同等の製品を作れば売れると直感しすぐさま設計に着手、1947年には二眼レフカメラの設計に没頭していたところ、岡田光学精機（後の第一光学）社長の岡田至弘から金谷相吉という韓国人企業家を紹介されて資金を得、カメラ製造に乗り出すことになった。得た資金で中古旋盤を1台購入、部品の調達は造兵廠時代の人脈を生かしてレンズは小西六（後コニカを経て現コニカミノルタ）のヘキサー50mmF3.5、シャッターはセイコーシャを入手した。事務所は新橋田村町に置き、会社名はヤルー光学、カメラはヤルーフレックスと命名された。ヤルーは金谷相吉の故郷にある鴨緑江の中国名に由来する。1947年7月にはレントゲン用フィルムの生産を優先するため連合国軍最高司令官総司令部（GHQ）からロールフィルム生産禁止命令が出て120フィルムや127フィルムを使用するカメラの需要が減退していたことも、このカメラの開発を後押しすることになった。
1949年に発表され、アサヒカメラ復刊号となる1949年10月号から1950年4月号まで計7回の広告を出し、パンフレットまで用意したが、生産販売には移行しなかった。当時販売されていたどのカメラより構造が複雑で、資材インフレが進んでいた当時もし本格生産に移行していれば作っただけ赤字が増えただろうと萩谷剛は推測している。また1949年にはロールフィルムの生産禁止も解除されていた。
会社は一旦整理された。

### 6×6cm判二眼レフカメラで創業
三橋剛は機構がシンプルで製作が容易な6×6cm判二眼レフカメラこそが進むべき道だと考え、社員の小寺桂次が田村町の事務所でローライコードの部品を図面に写し、何度かの試作を経てアイレス写真機製作所を1950年8月に創立、1950年9月に最初のカメラとして6×6cm判二眼レフカメラのアイレスフレックスYIを発売した。折から日本では二眼レフカメラのブームが始まり、この波に乗ってアイレスフレックスシリーズの販売は好調なすべり出しをみせた。

### 24×36mm判レンジファインダーカメラに移行
二眼レフカメラの売れ行きは好調だったが、三橋剛以下カメラ開発スタッフの決断で1954年6月にアイレス35を発売した。1954年4月のライカM3発表にあたり三橋剛は昔造兵廠で「11S」と呼ばれていた戦闘機機関砲用照準具と同じ機構であることに着目し、その光学系を利用したブライトフレームを持つ二重像合致式距離計ファインダーを設計してアイレス35IIとして発売、このファインダーは「トリミングファインダー」と呼ばれて好評を博し、35mmカメラの分野でもアイレスの地位が確立した。

### 火災
1956年2月カメラ組立部門であった第一工場で若い工員が溶剤を持ったままダルマストーブのそばで転倒し、火災となって第一工場は全焼した。すぐに代替地を検討し新宿区西大久保1丁目にあった4階建ての元倉庫兼工場に移転、1956年7月には落成式を行った。ベルトコンベアを導入して生産能力も完全に復活、幸いアイレス35シリーズの販売は好調であった。

### 倒産
1957年2月に三橋剛と小寺桂次は次のステップとしてレンズ交換式カメラを考え、アイレス35Vの設計を始めた。萩谷剛はレチナが念頭にあったのではないかと推測している。当時のユーザーの要求をすべて具現化したが売れ行きは良くなく、その後次々新製品を出すが事業継続不能に陥り、1960年7月に倒産し会社更生法の適用を受けた。

## レンズブランド
レンズブランドは当初はエクセルシオであった。またオリンパス光学工業（現オリンパス）のズイコーや日本光学工業（現ニコン）のニッコールも使用していた。昭和光機を傘下に入れてからは同社のコーラルを使用するようになった。コーラルレンズにはレンズ枚数記号がついているが、表記は日本光学のニッコールについているものとほぼ同じであり、Qが4枚、Pが5枚、Hが6枚、Sが7枚である。また無記号のものは3枚である。

## 製品一覧

### 120フィルム使用カメラ

#### 二眼レフカメラ
オリンパスのズイコーや日本光学（現ニコン）のニッコール等の優秀なレンズを装備し、1950年代の二眼レフカメラブームを表す言葉「AからZまでカメラメーカーの名前があった」の"A"を代表するカメラとなった。ニッコールクラブの会員数で一時期一位だったこともある。
- ヤルーレフレックス60 - 。『アサヒカメラ』1950年1月号に掲載されたヤルー光学の1ページ広告に「"6×6"cm」のカメラに関する記述があり、レンズはズイコー7.5cmF3.5、シャッターはセイコーラピッドB、1-1/500秒とされている[2]。『アサヒカメラ』1950年2月号で「ヤルーフレックス60」の名称が出て4月号まで掲載されたが、それ以後ヤルー光学の広告は消え、未だ設計試作段階だったと思われるこのカメラは次のアイレスレフレックス開発に引き継がれた[2]。6×6cm判[5]。
- アイレスレフレックスYまたはアイレスレフレックスYI（1950年10月頃[4]発売） - 1950年9月に紹介されたがこの時点でシャッターは決定しておらず、1951年1月号の『アサヒカメラ』誌上の新製品紹介でもシャッターの記述はなく、同号広告や他誌でも「プロンター型」との記述があるのみであった[2]。エクセルシオ75mmF3.5付。ピント合わせは前板繰り出し[5]、フィルム巻き上げは自動巻止め等当時としては高級な仕様であった[5]。
- アイレスレフレックスYII（1951年3月頃[4]または1952年[5]発売） - 銘板は「Airesreflex」で、この機種までアルミニウム板[5]。大型ルーペを起こすのがレバーに変更された[5]。。エクセルシオ75mmF3.5付[5][4]。シャッターはセルフタイマーつきのNKK[5][4]製ウェスター[4]、シャッター速度はB、1-1/200秒[5][4]。
- アイレスレフレックスYIII（1951年9月発売） - セミオートマット。エクセルシオ75mmF3.5付。
- アイレスフレックスU - アイレスレフレックスYIIIまでのレンズ周囲のギザつきリングがなくなり、すっきりしたデザインとなった[5]。レンズとシャッターの組み合わせはズイコー/セイコーシャ、ズイコー/コパルS、コーラル/コパルSがある[5]。
- アイレスフレックスUS（1951年9月発売） - ズイコーFC75mmF3.5装着。以降銘板が「AIRESFLEX」に統一される。
- アイレスフレックスZ - 国内向けは「Airesflex」銘板、輸出向けは「AIRES reflex」銘板。シャッターユニットは当時国産最高級のセイコーシャ・ラピッドを採用。
  - アイレスフレックスZニッコール付き（1951年9月発売） - 二眼レフカメラブームが到来すると数多くの大小メーカーが乱立して乱売合戦を繰り広げるようになった。その中で抜きん出た特徴を出そうと考えていた[3]アイレスは、独自性を求めていた設計者三橋剛が[3]戦時中日本光学工業（現ニコン）戸塚工場の監督官をしていた[3]つながりから大井製作所長を退任した五代正友を入社させ[3]、ニッコールレンズ採用に成功[3]、最上位機種にニッコールQ75mmF3.5レンズを装着して登場した。日本光学工業はレンズを供給するに当たりボディ側の精度や品質などが日本光学工業の自社基準に合致することを求め[3]、後年社長となる小秋元隆輝を中心として光学的検査器具を導入したり技術指導をし[3]、これがアイレス写真機製作所の技術力を大幅に向上させることにつながった[3][4]。発売時の価格は42,000円と当時の二眼レフカメラの中ではかなり高価だったが、ニッコールレンズの知名度の効果もあり市場に好評に迎えられた[4]。米国ではシアーズローバックでタワーレフレックス（Tower Reflex ）としてニッコール付のみが供給され、レンズまわりがバヨネットではないなどの違いがあるが中身は同じものである。
  - アイレスフレックスZズイコー付き（1952年6月発売） - 当時は日本光学工業としても硝子材料の不足などから製造可能なレンズの本数に限界があり、そのため肝心のニッコールレンズの供給量が充分でなく[4]、オリンパス光学工業（現オリンパス）製のズイコー75mmF3.5を備えた下位モデル。
  - アイレスフレックスZコーラル付き（1952年7月発売） - 当時は日本光学としても硝子材料の不足などから製造可能なレンズの本数に限界があり、そのため肝心のニッコールレンズの供給量が充分でなく[4]、傘下の昭和光機製コーラル75mmF3.5を備えた下位モデル。アイレスフレックス銘ではコーラル付が輸出向けだった模様。
- アイレスフレックスUC（1952年末発売） - ズイコーFC75mmF3.5装着。
- アイレスフレックスUT（1953年3月発売、コーラル付き） - コーラル75mmF3.5装着。
- アイレスフレックスUA（1953年7月発売） - コーラル75mmF3.5装着。
- アイレスオートマット（1954年発売） - ニッコールQ75mmF3.5またはズイコーFC75mmF3.5またはコーラル75mmF3.5装着。コーラル装着モデルのみ輸出専用である。名称はオートマットであるがセミオートマットである[5]。クランク巻き上げ。銘板は「AIRES Automat」。
- アイレスフレックスIV - コーラル75mmF3.5装着。
- アイレスフレックスIVSA - トリノックス75mmF3.5付、輸出専用。

#### スプリングカメラ
- ヴァイスロイ（Viceroy 、1957年発表[3]、輸出専用機[3][4]）- 距離計連動式。6×6cm判と6×4.5cm判兼用[4]。シャッターは00番セイコーシャMX[4]、レンズは3群4枚のニッコールQ75mmF3.5[4]または3群3枚のコーラル75mmF3.5[4]。アタッチメントはφ30.5mmねじ込みまたはφ32mmカブセ[4]。フィルム送りはノブによる赤窓式[4]。日本国内ではすでに35mm判カメラに押されて120フィルムを使用するスプリングカメラは需要が減退していた時期に当たるが、未だ輸出用には根強い人気があり、服部豊は海外バイヤーからの要求に応じたものと推測している[4]。群馬県高崎市にあった高嶺光学のミネシックスのボディーを流用し、アイレス35IIと同等の連動距離計とブライトフレーム入りファインダーを載せたもの[4]。

### 135フィルム使用カメラ

#### 二眼レフカメラ
- ヤルー35[注釈 1]（YALLU-35 、1949年[4]発表、1950年[5][2]試作[2]） - ヤルー光学時代の製品。「ヤルーフレックス[5]」と表記される場合もある。コンタフレックスを模範としているが技術的にはかなり違うアプローチを取っている[4]。世界的に見ても数少ない24×36mm（ライカ）判二眼レフカメラの一つ[4]。三橋剛によると[3]ヤルーフレックスは50台ほど組み立てられた[3][4][5]というが、各種バリエーションがありほとんど手作りの域を出ておらず実際に販売もされなかったようだという[3][4]。独特のデザインの35mm判二眼レフカメラとして世界的に有名[5]で、クラシックカメラコレクター垂涎のカメラ[5]。巻き上げレバーは底にある[5][4]。ボディーはダイカスト[5]。レンズはコーティングされた3群4枚ヘキサー50mmF3.5[4]。数年前[いつ?]にウィーンのヴェストリスト・フォトグラフィカ・オークションに登場した時、約500万円の落札価格がついた[要出典]。レンズはヘキサー[2][5]5cmF3.5[2]、シャッターはセイコーシャラピッドB、1-1/500秒[4][2]。ピント調整は背面のノブによる[5][2][4]。

#### コンパクトカメラ
- アイレス35I（1954年5月[6]または6月[4]発売） - アイレスが作った最初の本格的24×36mm（ライカ）判カメラで、アイレス唯一の目測式[6]カメラである 。レンズは3群3枚[4]コーラル45mmF3.5[6][4]、シャッターはセイコーシャラピッド[6][4]。当時この種の35mmレンズシャッター付きカメラで先行していたトプコン、ロード、オリンパス等が小型路線を採っていたのに対し、コニカと同様の大型カメラであった[4]。
- アイレス35II（1954年10月[6][4]発売） - エルンスト・ライツ（現ライカ）製ライカM3に触発されて開発され、国産初のブライトフレームをファインダーに装備したカメラ[6][4]で、これが受けてベストセラーとなった[6]。距離計はファインダーに組み込まれたが、パララックスは自動補正されない[6]。レンズはコーラル45mmF3.2[6]、シャッターはセイコーシャラピッド[6]。
- アイレス35III（1955年10月[6][4]発売） - アイレス35IIのシャッターをセルフコッキング[6][4]に改良、レバー巻き上げ[6][4]/カウンター自動復帰化[4]。レンズはHコーラル45mmF2に大口径化[6][4]され、描写の評判も良かった[4]。
- アイレス35IIA（1955年10月[4]または12月[6]発売） - アイレス35IIにボディレリーズ機構を付け、シャッターをセイコーシャMXに改めたもの。ノブ巻上げ・手動復帰フィルムカウンター最終機種。レンズはQコーラル45mmF2.8[6]または50mmF2.8[4]。
- アイレス35IIIA（1956年10月[6][4]発売） - アイレス35IIIのレンズを3群4枚[4]Qコーラル45mmF2.8[4]に変更、巻き戻しクランクを装備した[4]。
- アイレス35IIIL（1957年3月[6][4]発売） - アイレス35IIIAのレンズを4群6枚[4]Hコーラル45mmF1.9[4]に変更し、ライトバリュー式のセイコーシャMXLシャッターを装備した[4]もの。
- アイレス35IIIB（1957年3月[6]発売） - アイレス35IIILのレンズ違いモデル。Qコーラル45mmF3.2付。
- アイレス35IIIC（1957年9月[6]発売） - これまでのシリーズのイメージを一新[4]し、エルンスト・ライツ（現ライカ）製ライカM3にそっくりの外観となった[2][4]。パララックス自動補正[7]。レンズはPコーラル45mmF2.4付とHコーラル45mmF1.9[7][2]付がある。
- アイレス35V（1958年9月[6][1][注釈 2]または10月[8][4]発売） - 専用バヨネットマウントによるレンズ交換式[8]。当時レンズ交換可能なレンズシャッター式レンジファインダーカメラではフォクトレンダー製プロミネント35用ノクトン50mmF1.5と並ぶ最高速[1]であった7枚構成Sコーラル45mmF1.5[8][4][1]と、6枚構成Hコーラル45mmF1.8[4]がある。交換レンズには最短撮影距離0.8m[8]の3群4枚[4]Wコーラル35mmF3.2[8][4][1]と最短撮影距離2m[8]の3群5枚[4]Tコーラル100mmF3.5[8][4][1]がある。シャッターはビハインド式で、セイコーシャMX[1][4]ながら大口径レンズを装着するため#0番シャッター[1][4]であり、最高速度が1/400秒[8][1]になっている。非連動式ながらアイレス初の露出計を搭載していた[1]。ファインダーは採光式ブライトフレームファインダーで35mm、45mm、100mmの枠が表示されている[8][注釈 3]。
- アイレス35IIIS（1958年11月[6]または12月[4]発売） - アイレス35Vを元に固定レンズ化[4]。Hコーラル45mmF1.8[4]付、セイコーSLVシャッター[4]搭載。
- アイレス35IIISA（1959年3月[6][4]発売） - アイレス35IIISの露出計を省略したモデル[6][4]。レンズはHコーラル45mmF1.8[6]。
- アイレスバイカウント（Aires Viscount 、1959年4月[4]発売） - レンズは当初Qコーラル45mmF2.8[4]のみで、6月にHコーラル45mmF1.9月モデルが追加された[4]。シャッターはセイコーシャSLV。倒産後の1960年末から1年ほど大沢商会が販売した[4]。
- アイレスM28（Aires M28 、1960年発売） - レンズはQコーラル45mmF2.8。シャッターはセイコーシャSLV。アイレスで初めて連動露出計を搭載したカメラ。
- アイレスレーダーアイ（Aires Radar-Eye 、1960年発売） - レンズはHコーラル45mmF1.9。シャッターは最高シャッター速度1/1000秒のセイコーシャSLS。定点合致式連動露出計付。

#### 一眼レフカメラ
- アイレスペンタ35（1959年10月発売） - レンズシャッター式一眼レフカメラでシャッターはセイコーシャSLV。レンズはQコーラル45mmF2.8付とHコーラル45mmF2付がある。レンズの交換はできず、交換レンズの代わりに広角36mmF4で最短撮影距離0.49m、望遠90mmF4で最短撮影距離2mになるフロントコンバージョンレンズと、接写用アタッチメントレンズが発売された。
- アイレスペンタ35E - アイレスペンタ35に非連動露出計を搭載したもの。レンズはQコーラル45mmF2.8付とHコーラル45mmF2付がある。
- アイレスエバー - アイレスペンタ35を改名したもので、アイレス倒産後に服部時計店から発売された。レンズはQコーラル45mmF2.8付、Qコーラル50mmF2付、Hコーラル50mmF2付などがある。